# Pristimantis acutirostris
Pristimantis acutirostris é uma espécie de anfíbio da família Craugastoridae. É endémica da Colômbia. Os seus habitats naturais são: regiões subtropicais ou tropicais húmidas de alta altitude.  Está ameaçada por perda de habitat.